# Place Bernard-Lazare
La place Bernard-Lazare est une voie située dans le quartier des Arts-et-Métiers du 3e arrondissement de Paris.

## Situation et accès
La place Bernard-Lazare est desservie à proximité par les lignes de métro 3 et 11 à la station Arts et Métiers.

## Origine du nom
Cette place porte le nom de l'écrivain et journaliste Bernard Lazare (1865-1903).

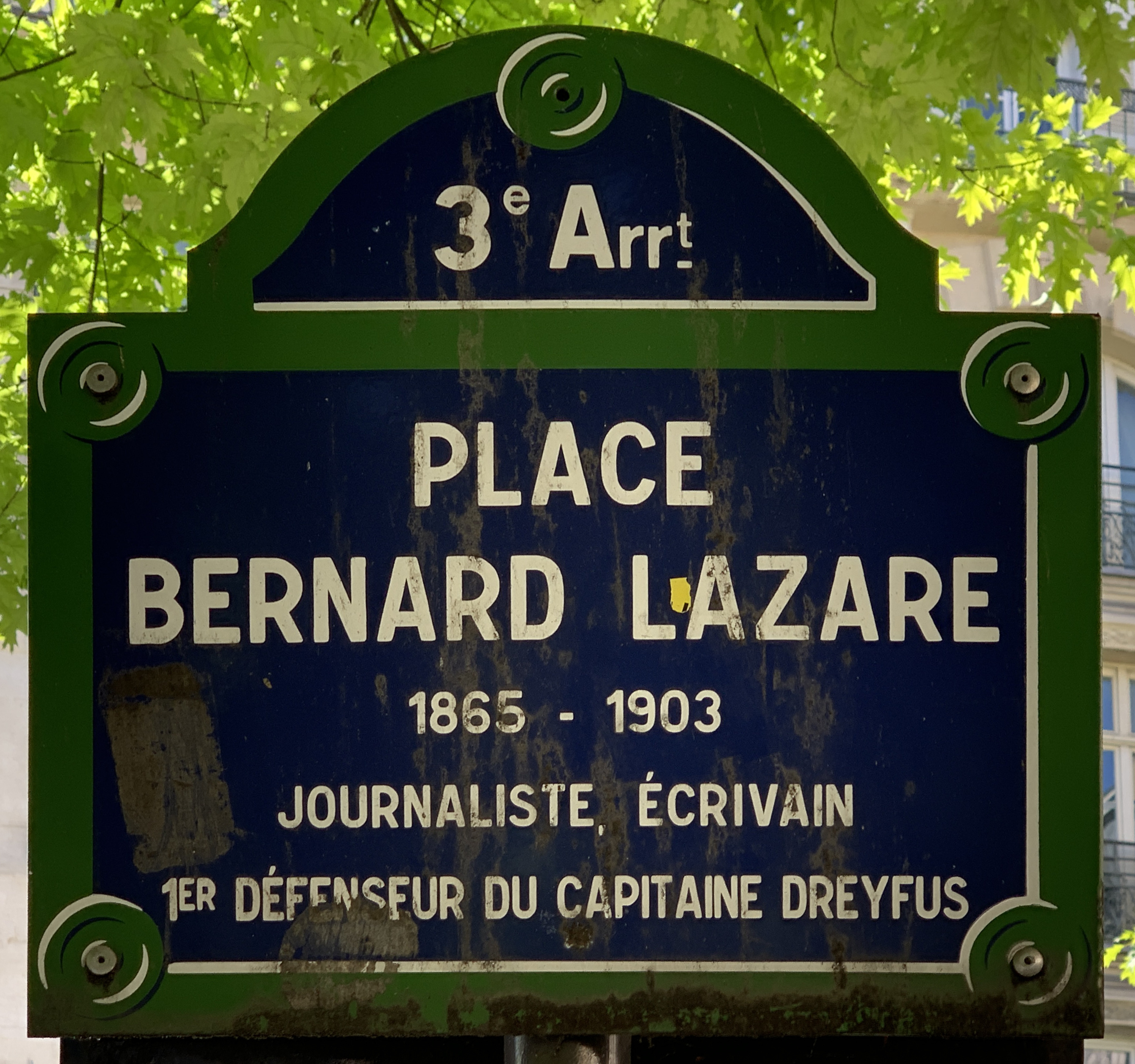
Plaque de rue de la place Bernard-Lazare
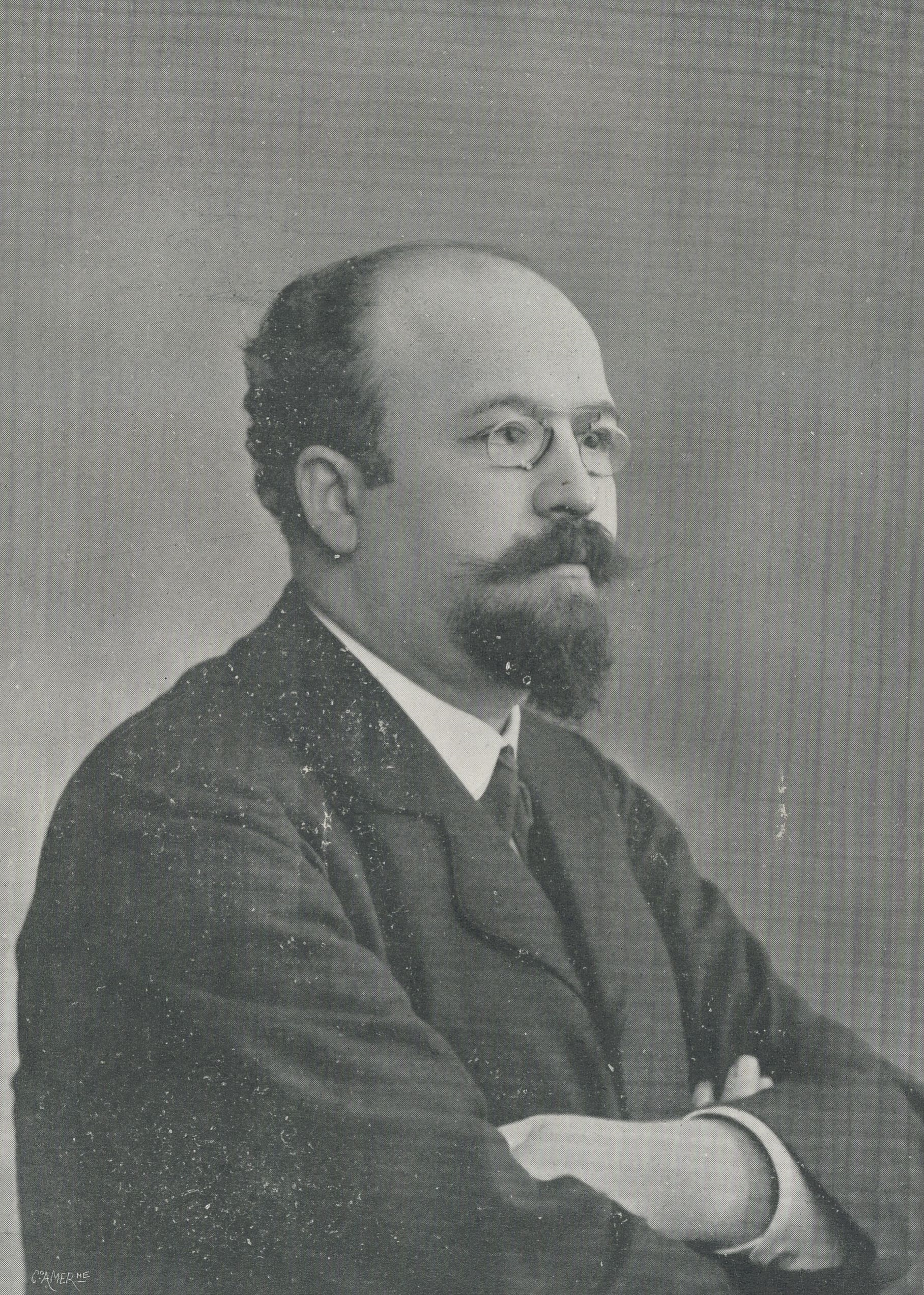
Portrait de Bernard Lazare.

## Historique
La place est créée et prend son nom actuel en 2005 sur l'emprise des rues qui la bordent.